# 千歳市立東小学校
千歳市立東小学校（ちとせしりつひがししょうがっこう）は、北海道千歳市東丘に所在する公立小学校。

## 沿革
年表
- 1969年（昭和44年）- 千歳市東部地区小学校期成会を発足[1]。
- 1971年（昭和46年）- 幌加小学校・協和小学校・東丘小学校を統廃合し、千歳市立東小学校が開校[注 1]、体育館完成[1]。
- 1973年（昭和48年）- 校門工事完了[1]。
- 1976年（昭和51年）- 東水泳プール開設[1]。
- 1983年（昭和58年）- 東水泳プール屋根付設工事完了[1]。
- 1992年（平成4年）- 講堂改築工事完成[1]。
- 1996年（平成8年）- 家庭科室・図書室増築工事完成[1]。
- 2001年（平成13年）- コンピュータ室整備[1]。
- 2008年（平成20年）- 二学期制に移行。
- 2017年（平成29年）- 体育館耐震改修工事完了[1]。

## 教育目標
- 思いやる心で たくましく 学びつづける 東っ子[2]

## 通学区域
通学区域は以下の通り。
- 幌加
- 新川
- 東丘
- 協和

## 進学先中学校
- 千歳市立東千歳中学校

## 周辺
- 千歳市農民研修センター
  - 千歳市役所東部支所
- 道央農業協同組合（JA道央）
  - 東千歳支店
  - 千歳営農センター
  - 東千歳資材店
- 放課後児童クラブパレットの子
- 千歳市立東千歳中学校
- JR北海道室蘭本線

## 交通アクセス
- JR室蘭本線三川駅より、徒歩約4km・約1時間。
- 道東自動車道追分町ICから、車で約3.3km・約6分。

## 併合学校

### 幌加小学校
- 1900年（明治33年）- 幌加簡易教育所を開設[1]。
- 1916年（大正5年）- 幌加尋常小学校に改称[4]。
- 1926年（大正15年）- 青年訓練所を設立[4]。
- 1941年（昭和16年）- 国民学校令施行により幌加国民学校に改称[5]。
- 1947年（昭和22年）- 学校教育法施行により千歳町立幌加小学校に改称[1]、幌加中学校を併置[5]。
- 1958年（昭和33年）- 市制施行により千歳市立幌加小学校に改称。
- 1971年（昭和46年）- 廃校[1]。

### 協和小学校
- 1901年（明治34年）- 近唐教育所を開設[1]。
- 1917年（大正6年）- 近唐尋常小学校に改称[4]。
- 1941年（昭和16年）- 国民学校令施行により、近唐国民学校に改称[5]。
- 1947年（昭和22年）- 学校教育法施行により千歳町立近唐小学校に改称[5]。
- 1952年（昭和27年）- 千歳町立協和小学校に改称[1]。
- 1958年（昭和33年）- 市制施行により、千歳市立協和小学校に改称。
- 1971年（昭和46年）- 廃校[1]。

### 東丘小学校
- 1918年（大正7年）- 新嶮淵尋常小学校が開校[1]。
- 1923年（大正12年）- 高等科を併置[4]。
- 1926年（大正15年）- 青年訓練所を設立[4]。
- 1941年（昭和16年）- 国民学校令施行により、新嶮淵国民学校に改称[5]。
- 1947年（昭和22年）- 学校教育法施行により千歳町立新嶮淵小学校に改称、千歳中学校嶮淵分校を併置[5]。
- 1952年（昭和27年）- 千歳町立東丘小学校に改称[1]。
- 1958年（昭和33年）- 市制施行により、千歳市立東丘小学校に改称。
- 1971年（昭和46年）- 廃校[1]。